# 阿部敏之
阿部 敏之（あべ としゆき、1974年8月1日 - ）は、埼玉県浦和市（現：さいたま市桜区）出身の元サッカー選手、サッカー指導者。現役時代のポジションはミッドフィールダー。

## 経歴
浦和市立田島中学校3年次には全国中学校サッカー大会ベスト4。帝京高等学校2年次には松波正信らと共に高校選手権優勝に貢献しU-20日本代表候補に選出された経験を持つ。
筑波大学を中退して1995年に鹿島アントラーズに入団。ブラジル留学を経て、鹿島アントラーズにて主力として活躍。フィリップ・トルシエ監督就任直後の1998年9月には日本代表候補にも選ばれた。
2000年、出場機会を求めて浦和レッドダイヤモンズに移籍。チームはJ2ながらこのシーズンは自己最多の7得点を挙げ、チームのJ1昇格に貢献した。この年の5月27日に行われたサガン鳥栖戦では、プロ入り後初となるハットトリックを記録した。
2002年は新たに就任したオフト監督の戦術と合わず出場機会が減少し、シーズン中にチームを去ることとなった。
その後、ベガルタ仙台、アルビレックス新潟などに在籍するが、度重なる怪我もあり満足に活躍できたシーズンは少なかった。2004年限りでアルビレックス新潟を戦力外になったが、2005年2月、鹿島アントラーズの宮崎キャンプに練習生として参加。2月28日、鹿島と契約し、6年ぶりに古巣に復帰したもののこの年限りで鹿島を退団することとなり、そのまま現役引退。
引退後は、故郷である浦和のFM浦和にて毎週火曜日午後4時からビートきよしの「ソレソレれっずゴー」内の「あべちゃんコーナー」を担当。毎週金曜日、川口市にあるサッポロジムのフットサルスクール特別講師、アヴェントゥーラ埼玉（現・アヴェントゥーラ川口、当時埼玉県社会人サッカーリーグ1部）のコーチ、サッカー専門新聞「EL GORAZO」に評論記事の掲載を開始する等、幅広く活動を続けた。

## 人物
- 高校では2学年上には森下仁志、同学年には松波正信、小峯隆幸、丸山良明、時岡宏昌、2学年下には熱田眞がいた。
- 浦和レッズでチームメイトの室井市衛は中学時代の同級生、内舘秀樹は1年先輩である。2000年の浦和加入シーズンの3人の背番号は19＝内舘、20＝阿部、21＝室井と連番であった。
- 仙台時代の応援歌の原曲はアメリカ民謡・『ゆかいな牧場』。

## 所属クラブ
- 田島サッカースポーツ少年団
- 1987年 - 1989年 浦和市立田島中学校
- 1990年 - 1992年 帝京高等学校
- 1993年 - 1994年 筑波大学（※体育専門学群中退）
- 1995年 - 1996年  鹿島アントラーズ
- 1997年3月 - 同年8月  CFZ・ド・リオ
- 1997年8月 - 1999年  鹿島アントラーズ
- 2000年 - 2002年9月  浦和レッドダイヤモンズ
- 2002年9月 - 2003年  ベガルタ仙台
- 2004年  アルビレックス新潟
- 2005年  鹿島アントラーズ

## 個人成績
| 国内大会個人成績 | 国内大会個人成績 | 国内大会個人成績 | 国内大会個人成績 | 国内大会個人成績             | 国内大会個人成績 | 国内大会個人成績 | 国内大会個人成績 | 国内大会個人成績 | 国内大会個人成績 | 国内大会個人成績 | 国内大会個人成績 |
| 年度             | クラブ           | 背番号           | リーグ           | リーグ戦                     | リーグ戦         | リーグ杯         | リーグ杯         | オープン杯       | オープン杯       | 期間通算         | 期間通算         |
| 年度             | クラブ           | 背番号           | リーグ           | 出場                         | 得点             | 出場             | 得点             | 出場             | 得点             | 出場             | 得点             |
| 日本             | 日本             | 日本             | 日本             | リーグ戦                     | リーグ戦         | リーグ杯         | リーグ杯         | 天皇杯           | 天皇杯           | 期間通算         | 期間通算         |
| ---------------- | ---------------- | ---------------- | ---------------- | ---------------------------- | ---------------- | ---------------- | ---------------- | ---------------- | ---------------- | ---------------- | ---------------- |
| 1995             | 鹿島             | -                | J                | 14                           | 0                | -                | -                | 0                | 0                | 14               | 0                |
| 1996             | 鹿島             | -                | J                | 0                            | 0                | 4                | 0                | 0                | 0                | 4                | 0                |
| 1997             | 鹿島             | 23               | J                | 0                            | 0                | -                | -                | -                | -                | 0                | 0                |
| ブラジル         | ブラジル         | ブラジル         | ブラジル         | リーグ戦                     | リーグ戦         | ブラジル杯       | ブラジル杯       | オープン杯       | オープン杯       | 期間通算         | 期間通算         |
| 1997             | CFZ              |                  | リオ州3部        |                              |                  |                  |                  |                  |                  |                  |                  |
| 日本             | 日本             | 日本             | 日本             | リーグ戦                     | リーグ戦         | リーグ杯         | リーグ杯         | 天皇杯           | 天皇杯           | 期間通算         | 期間通算         |
| 1997             | 鹿島             | 23               | J                | 0                            | 0                | 1                | 0                | 0                | 0                | 1                | 0                |
| 1998             | 鹿島             | 16               | J                | 23                           | 1                | 5                | 0                | 4                | 0                | 32               | 1                |
| 1999             | 鹿島             | 16               | J1               | 26                           | 2                | 6                | 1                | 2                | 0                | 34               | 3                |
| 2000             | 浦和             | 20               | J2               | 28                           | 7                | 0                | 0                | 2                | 1                | 30               | 7                |
| 2001             | 浦和             | 20               | J1               | 23                           | 3                | 6                | 0                | 4                | 2                | 33               | 5                |
| 2002             | 浦和             | 8                | J1               | 4                            | 0                | 1                | 0                | -                | -                | 5                | 0                |
| 2002             | 仙台             | 34               | J1               | 10                           | 0                | -                | -                | 2                | 0                | 12               | 0                |
| 2003             | 仙台             | 6                | J1               | 15                           | 1                | 6                | 0                | 0                | 0                | 21               | 1                |
| 2004             | 新潟             | 13               | J1               | 0                            | 0                | 3                | 0                | 0                | 0                | 3                | 0                |
| 2005             | 鹿島             | 20               | J1               | 8                            | 0                | 4                | 0                | 1                | 0                | 13               | 0                |
| 通算             | 日本             | 日本             | J1               | 123                          | 7                | 36               | 1                | 13               | 2                | 172              | 10               |
| 通算             | 日本             | 日本             | J2               | 28                           | 7                | 0                | 0                | 2                | 1                | 30               | 7                |
| 通算             | ブラジル         | ブラジル         | リオ州3部        | \|\|\|\|\|\|\|\|\|\|\|\|\|\| |                  |                  |                  |                  |                  |                  |                  |
| 総通算           | 総通算           | 総通算           | 総通算           | \|\|\|\|\|\|\|\|\|\|\|\|\|\| |                  |                  |                  |                  |                  |                  |                  |

- Jリーグ初出場 - 1995年6月17日 セレッソ大阪戦
- Jリーグ初得点 - 1998年9月26日 京都パープルサンガ戦

その他の公式戦
- 1998年
  - Jリーグチャンピオンシップ 2試合0得点
- 1999年
  - スーパーカップ 1試合0得点

国際大会
- アジアクラブ選手権 7試合1得点
- アジアカップウィナーズ選手権 6試合0得点

## 代表歴
- U-16日本代表
- U-18日本代表
- 日本代表候補

## 指導歴
- 2006年 - 2007年 アヴェントゥーラ埼玉 コーチ
- 2010年 - 2011年 明治学院大学サッカー部 コーチ
- 2013年 - 2019年 名古屋経済大学サッカー部 監督
- 2019年 - 2021年 はやぶさイレブン 監督[1]
- 2024年 厚木はやぶさFC ヘッドコーチ
- 2025年 - 徳島ヴォルティス コーチ[2]